# Minnesota Timberwolves 1993-1994
La stagione 1993-94 dei Minnesota Timberwolves fu la 5ª nella NBA per la franchigia.
I Minnesota Timberwolves arrivarono quinti nella Midwest Division della Western Conference con un record di 20-62, non qualificandosi per i play-off.

## Roster
| N° | Naz.                   | Ruolo | Sportivo           | Anno | Alt. | Peso |
| -- | ---------------------- | ----- | ------------------ | ---- | ---- | ---- |
| 3  | Stati Uniti (bandiera) | G     | Chris Smith        | 1970 | 191  | 86   |
| 4  | Stati Uniti (bandiera) | G     | Micheal Williams   | 1966 | 188  | 79   |
| 5  | Stati Uniti (bandiera) | GA    | Doug West          | 1967 | 198  | 91   |
| 7  | Francia (bandiera)     | G     | Stanley Jackson    | 1970 | 191  | 84   |
| 12 | Stati Uniti (bandiera) | G     | Corey Williams     | 1970 | 188  | 86   |
| 13 | Australia (bandiera)   | C     | Luc Longley        | 1969 | 218  | 120  |
| 21 | Stati Uniti (bandiera) | AC    | Stacey King        | 1967 | 211  | 104  |
| 23 | Stati Uniti (bandiera) | GA    | Brian Davis        | 1970 | 201  | 91   |
| 25 | Stati Uniti (bandiera) | A     | Marlon Maxey       | 1969 | 203  | 113  |
| 32 | Stati Uniti (bandiera) | AC    | Tellis Frank       | 1965 | 208  | 102  |
| 32 | Stati Uniti (bandiera) | AC    | Christian Laettner | 1969 | 211  | 107  |
| 34 | Stati Uniti (bandiera) | G     | Isaiah Rider       | 1971 | 196  | 98   |
| 40 | Stati Uniti (bandiera) | AC    | Mike Brown         | 1963 | 206  | 117  |
| 41 | Stati Uniti (bandiera) | AC    | Thurl Bailey       | 1961 | 211  | 98   |
| 45 | Stati Uniti (bandiera) | A     | Chuck Person       | 1964 | 203  | 100  |
| 51 | Cuba (bandiera)        | AC    | Andrés Guibert     | 1968 | 208  | 102  |

## Staff tecnico
- Allenatore: Sidney Lowe
- Vice-allenatori: Jim Brewer, Chuck Davisson, Bob Weinhauer
- Preparatore atletico: Jay Jensen